# Zebraplatys keyserlingi
Zebraplatys keyserlingi är en spindelart som beskrevs av Zabka 1992. Zebraplatys keyserlingi ingår i släktet Zebraplatys och familjen hoppspindlar. Inga underarter finns listade i Catalogue of Life.